# Nepetòidies
Nepetoideae és una subfamília de plantes amb flors, que consta de 133 gèneres i 3.685 espècies (d'acord amb Thorne, 1992) i pertany a la família de les Lamiàcies.

## Característiques
- Un pol·len trinucleat, hexacolpat.
- Manca de l'endosperma i de glucòsids iridoides.
- Embrió invertit.
- Les llavors són mucilaginoses i oleoses, i contenen compostos insaturats i terpens volàtils.
- La fórmula floral per als representants del Nepetoideae és la següent:

{\displaystyle \downarrow \;K_{(5)}\;[C_{(5)}\;A_{4-2}]\;G_{\underline {(|2)}}}
Ací el signe "|" simbolitza la separació per particions addicionals.

## Tribus i gèneres
La subfamília de Nepetoideae es divideix en quatre tribus:
- Elsholtzieae
- Lavanduleae
- Mentheae
- Ocimeae

- Tribu: Elsholtzieae
  - Gèneres: Collinsonia - Elsholtzia - Keiskea - Mosla - Perilla
- Tribu: Lavanduleae
  - Gèneres: Lavandula
- Tribu: Mentheae
  - Gèneres:Acanthomintha - Acinos - Agastache - Blephilia - Bystropogon - Calamintha - Cedronella - Chaunostoma - Cleonia - Clinopodium - Conradina - Cuminia - Cunila - Cyclotrichium - Dicerandra  - Dracocephalum - Drepanocaryum - Eriothymus - Glechoma - Glechon - Gontscharovia - Hedeoma - Hesperozygis - Hoehnea - Horminum - Hymenocrater - Hyssopus - Kudrjaschevia - Kurzamra - Lallemantia - Lepechinia - Lophanthus - Lycopus - Marmoritis - Meehania - Melissa - Mentha - Meriandra - Micromeria - Minthostachys - Monarda - Monardella - Neoeplingia - Origanum - Pentapleura - Perovskia - Piloblephis - Pitardia - Pogogyne - Poliomintha - Prunella - Pycnanthemum - Rhabdocaulon - Rhododon - Rosmarinus - Saccocalyx - Salvia - Satureja - Schizonepeta - Thymbra - Thymus - Zataria - Zhumeria - Ziziphora
- Tribu: Ocimeae
  - Gèneres:Acrocephalus - Aeollanthus - Alvesia - Anisochilus - Asterohyptis - Basilicum - Becium - Benguellia - - Bovonia - Capitanopsis - Capitanya - Catoferia - Ceratanthus - Dauphinea - Endostemon - Eriope - Eriopidion - Erythrochlamys - Fuerstia - Geniosporum - Hanceola - Haumaniastrum - Hemizygia - Holostylon - Hoslundia - Hypenia - Hyptidendron - Hyptis - Isodictyophorus - Isodon - Leocus - Limniboza - Marsypianthes - Mesona - Neohyptis - Nosema - Ocimum - Octomeron - Orthosiphon - Peltodon - Perrierastrum - Platostoma - Plectranthus - Puntia - Pycnostachys - Raphidion - Solenostemon - Symphostemon - Syncolostemon - Tetradenia - Thorncroftia
- Tribu: No assignada a Nepetoideae
  - Gèneres: Nepeta